# Die Chroniken von Erdsee
Die Chroniken von Erdsee (jap. ゲド戦記, Gedo Senki; zu deutsch etwa: Geds Kriegschroniken, Geds Kriegsgeschichten) ist ein japanischer Anime des Studio Ghibli aus dem Jahr 2006.
Der Film basiert zum größten Teil auf Das fernste Ufer, dem 1972 erschienenen dritten Roman des Erdsee-Zyklus von Ursula K. Le Guin.

## Handlung
Der Film erzählt die Geschichte Sperbers, des Protagonisten der meisten Erdsee-Romane, nachdem er die Zweifel und Unsicherheiten seiner Jugend überstanden und in den respektablen Rang des Erzmagiers aufgestiegen ist. Während einer Seereise beobachtet ein Magier zwei Drachen, die sich am Himmel über seinem Schiff gegenseitig in Stücke reißen – ein Vorgang, der in der alten Zeit, als die Welt mit sich im Reinen war, undenkbar gewesen wäre. Sperber erkennt mehr und mehr, dass etwas mit Erdsee nicht in Ordnung ist.
Auf seiner Reise trifft er Prinz Arren von Enlad, der von einem bösartigen „Schatten“ verfolgt wird. Durch verwüstete und verlassene Ländereien begeben sie sich in die Stadt Hort, wo sie nur Chaos vorfinden. Sperbers alte Weggefährtin Tenar gewährt ihnen Unterschlupf und macht sie mit ihrem Schützling, dem mit einer Brandnarbe gezeichneten Mädchen Therru, bekannt. Beide waren sich zuvor in einer Ruine begegnet, wobei Arren Therru rettete, kurz darauf jedoch selbst zu einem Sklaven wurde und nur durch Sperber gerettet werden konnte. Therru hat von Anfang an Angst vor Arren, denn sie spürt etwas Gefährliches und Böses in ihm.
Arren arbeitet hart auf den Feldern und wird von Sperber unterrichtet. Nach und nach findet er eine neue Verbundenheit mit der Natur und ein inneres Gleichgewicht. Sperber findet derweil heraus, dass Cob von Havnor, ein weiterer Zauberer aus seiner Vergangenheit, für die Unruhe in Erdsee verantwortlich ist: er hat ein Tor zwischen den Welten der Lebenden und der Toten geöffnet und ruft gegen Bezahlung gefallene Seelen aus der Unterwelt zurück ins Leben. Trotz aller Hilfe seiner Gefährten spürt Arren nun immer mehr das Böse in sich aufsteigen und flieht in die Wildnis. Schließlich gelangt er zu Cobs Schloss, wo der böse Magier ihm die Droge Hazia verabreicht und ihn so gefügig macht.
Nur mit größter Mühe können Sperber und Therru Arren aus dem Einfluss des wahnsinnigen Magiers befreien, so dass er sein eigenes Streben nach Unsterblichkeit überwindet und sich Cob im Kampf stellt, um Erdsee zu retten.

## Entstehung
Ursula K. Le Guin lehnte in der Vergangenheit einige Angebote einer Verfilmung ihrer Erdsee-Saga ab. So auch als Hayao Miyazaki in den 1980er Jahren bei der Autorin wegen einer Umsetzung als Anime anfragte. Da die Autorin zu jener Zeit mit Zeichentrick ausschließlich Disney und dergleichen verband, lehnte sie den Vorschlag ab. Um das Jahr 2000 wurde ihr von ihrer Freundin Vonda N. McIntyre von Miyazakis Film Mein Nachbar Totoro erzählt. Gemeinsam mit jener Freundin sah sie sich den Film an und wurde sofort zum Miyazaki-Fan. Als sich einige Jahre später herausstellte, dass die Japanisch-Übersetzerin der Erdsee-Saga, Masako Shimizu mit Hayao Miyazaki bekannt war, bat die Autorin diese, Miyazaki zu sagen, dass, sollte er noch an der Erdsee-Saga Interesse haben, sie gerne mit ihm über eine Verfilmung sprechen wolle. In Folge kam es zu einer Korrespondenz zwischen Le Guin und Toshio Suzuki von Studio Ghibli. Im August 2005 wurde sie schließlich von Hayao Miyazaki und Toshio Suzuki besucht. Gemeinsam mit Le Guins Sohn, der die Rechte der Erdsee-Saga verwaltet, wurde das Projekt besprochen. Zur Enttäuschung der Autorin wurde ihnen mitgeteilt, dass sich Hayao Miyazaki aus dem Filmgeschäft zurückziehen wolle, und stattdessen auf seinen und Studio Ghiblis Wunsch hin sein Sohn Gorō Miyazaki Regie führen solle. Auf die Versicherung hin, dass Hayao Miyazaki das letzte Wort bei dem Projekt haben werde, gaben sie trotzdem ihre Zustimmung. Zu diesem Zeitpunkt hatten erste Vorarbeiten an dem Film bereits begonnen. Zu ihrem Unmut musste Ursula K. Le Guin allerdings schon bald feststellen, dass Hayao Miyazaki bei dem Projekt keinerlei Rolle spielte.
Die Animationsarbeiten begannen am 6. September 2005 und endeten am 23. Mai 2006, die Tonaufnahmen am 30. Mai 2006. Der fertige Film wurde am 28. Juni 2006 den Studio Ghibli-Mitarbeitern vorgeführt. Die Produktionszeit war somit erheblich kürzer als bei Das wandelnde Schloss oder Chihiros Reise ins Zauberland.

## Veröffentlichung
Der Film startete am 29. Juli 2006 in 435 japanischen Kinos und spielte am ersten Wochenende rund 900 Mio. Yen (circa 6 Mio. Euro) ein. Er erreichte in den ersten sechs Wochen fünf Mal den ersten Platz der japanischen Kinofilm-Charts.
Der Film war am 3. und 4. September 2006 außer Wertung bei den Filmfestspielen von Venedig zu sehen.
Die deutsche Premiere, auf Japanisch mit englischen Untertiteln, fand während des 21. Fantasy Filmfestes am 27. Juli 2007 im CINEMA München statt. Der deutsche Kinostart war am 8. November 2007. Der Film wurde am 3. März 2008 bei Universum Anime auf DVD veröffentlicht, am 9. November 2013 auf Blu-ray.

## Synchronisation
Die deutsche Vertonung fand bei der FFS Film- & Fernseh-Synchron in München statt. Cornelius Frommann schrieb das Dialogbuch und führte die Dialogregie.
| Rolle                  | Japanischer Sprecher (Seiyū) | Deutscher Sprecher |
| ---------------------- | ---------------------------- | ------------------ |
| Sperber (Ged)          | Bunta Sugawara               | Ekkehardt Belle    |
| Prinz Arren (Lebannen) | Junichi Okada                | Manuel Straube     |
| Therru (Tehanu)        | Aoi Teshima                  | Farina Brock       |
| Tenar                  | Jun Fubuki                   | Kathrin Simon      |
| Der König              | Kaoru Kobayashi              | Walter von Hauff   |
| Die Königin            | Yui Natsukawa                | Martina Duncker    |
| Cob                    | Yuko Tanaka                  | Susanne von Medvey |
| Händlerin              | Mitsuko Baisho               | Inge Solbrig       |
| Hase                   | Teruyuki Kagawa              | Gerd Meyer         |
| Haziahändler           | Takashi Naitō                | Tobias Lelle       |

## Adaption
Bei Carlsen Comics erschien von 2007 bis 2008 ein vier Bände umfassender, aus Bildmaterial des Films bestehender Anime-Comic unter dem Titel Die Chroniken von Erdsee.

## Auszeichnungen
Bei den Bunshun Raspberry Awards wurde der Film zum schlechtesten Film im Jahr 2006 und Gorō Miyazaki zum schlechtesten Regisseur gewählt.
Bei den Japanese Academy Awards 2007 wurde er demgegenüber als Bester Animationsfilm nominiert, musste sich aber Mamoru Hosodas Das Mädchen, das durch die Zeit sprang geschlagen geben.